# Las Clavieras
Las Clavieras (Claviere en italià i oficialment) és un municipi italià, situat a la ciutat metropolitana de Torí, a la regió del Piemont. L'any 2007 tenia 163 habitants. Està situat a la Vall de Susa, una de les Valls Occitanes. Forma part de la Comunitat Muntanyenca Alta Vall de Susa. Limita amb els municipis de Cesana Torinese i Montgenèvre (Alts Alps)

## Administració
| Període | Identitat    | Partit        |
| ------- | ------------ | ------------- |
| 2004-   | Franco Capra | Llista cívica |